# Davis-Monthan Air Force Base
Davis-Monthan Air Force Base (DM AFB) (IATA-code: DMA, ICAO-code: KDMA) is een vliegbasis van de United States Air Force 8 km ten zuidoosten van het centrum van Tucson in de Amerikaanse staat Arizona. Het werd in 1925 opgericht als Davis-Monthan Landing Field. De Host Unit voor Davis-Monthan AFB is de 355th Wing (355 WG) toegewezen aan de Twaalfde Luchtmacht (12AF), onderdeel van Air Combat Command (ACC). De basis is vooral bekend als de locatie van de 309th Aerospace Maintenance and Regeneration Group (309 AMARG) van het Air Force Materiel Command, het vliegtuigkerkhof voor alle overtollige militaire en Amerikaanse overheidsvliegtuigen en ruimtevaartvoertuigen. Op de basis staan meer dan 4.000 militaire vliegtuigen geparkeerd.
Davis-Monthan Air Force Base is een belangrijke ACC-installatie. De 355th Wing (355 WG) biedt A-10 Thunderbolt II close air support en OA-10 forward air controllers aan grondtroepen over de hele wereld. De 355 WG is de Host Unit en biedt medische, logistieke, missie- en operationele ondersteuning aan toegewezen eenheden. De 355 WG is de enige formele trainingseenheid voor de A-10-vliegtuigen en biedt initiële en terugkerende training aan alle A-10- en OA-10-piloten van de Amerikaanse luchtmacht, inclusief die in het Air Force Reserve Command (AFRC) en de Air National Guard (ANG). De 355th is de uitvoerende agent van ACC voor de naleving van INF- en START-verdragen. In oktober 2018 werd de 563rd Rescue Group, voorheen een geografisch gescheiden eenheid van de 23rd Wing op Moody Air Force Base, Georgia, overgebracht naar de 355th Wing, samen met zijn HC-130J Combat King II vliegtuigen en HH-60G Pave Hawk helikopters.
Een van de huureenheden van de vleugel, de 55th Electronic Combat Group (55 ECG), is een geografisch gescheiden eenheid (GSU) van de 55th Wing (55 WG) op Offutt Air Force Base, Nebraska. Belast met het leveren van offensieve contra-informatie en elektronische aanvalscapaciteiten ter ondersteuning van de Amerikaanse en coalitie tactische lucht-, grond- en speciale operatietroepen, zet de 55 ECG-eenheid haar Lockheed EC-130H Compass Call-vliegtuigen wereldwijd in voor tactische luchtoperaties in oorlog en andere onvoorziene omstandigheden. Het biedt ook initiële en terugkerende training aan alle EC-130H Compass Call-piloten, navigators, officieren voor elektronische oorlogsvoering en vliegtuigbemanningen.
Twee andere huurders zijn onderdeel van het Air Force Reserve Command (AFRC). De 943rd Rescue Group (gestructureerd als een geografisch gescheiden eenheid (GSU) onder AFRC's 920th Rescue Wing op Patrick Space Force Base) is uitgerust met HH-60G Pave Hawk-helikopters en Guardian Angel-personeel. De 943 RQG heeft de taak om wereldwijd ondersteuning te bieden bij het opsporen en redden van personeel (CSAR) en het herstel van personeel. De 924th Fighter Group, vliegt eveneens met de A-10 Thunderbolt II.
Misschien wel de meest prominente huurder is de 309th Aerospace Maintenance and Regeneration Group (309 AMARG) van het Air Force Materiel Command (AFMC). Als de belangrijkste locatie voor de 309 AMARG, is Davis-Monthan AFB de enige vliegtuigwerf voor overtollige militaire en Amerikaanse overheidsvliegtuigen en andere lucht- en ruimtevaartvoertuigen zoals ballistische raketten. Het droge klimaat en de alkalische bodem van Tucson maken het een ideale locatie om vliegtuigen op te slaan en te bewaren.
De basis is vernoemd naar de piloten luitenants Samuel H. Davis (1896-1921) en hoofdingenieur Oscar Monthan (1885-1924), beiden geboren in Tucson. Eerste luitenant Samuel Howard Davis was een piloot en officier van de United States Army Air Service. Nadat hij in 1917 in dienst was getreden in het leger, werd hij korte tijd toegewezen aan Fort Hauchuca in Arizona voordat hij werd overgeplaatst naar College Station, Texas, om zijn academische studie af te ronden. Na zijn afstuderen in 1918 keerde hij terug naar het leger en assembleerde hij vliegtuigen op Kelly Field in San Antonio, Texas. Hij trainde piloten tijdens de Eerste Wereldoorlog, waaronder enkele piloten die Duitse vliegtuigen neerhaalden. Davis werd rond 1919 eervol ontslagen uit het leger met de rang van eerste luitenant in het reservekorps. Davis keerde in augustus 1921 terug naar de Army Air Service. Hij stierf bij een ongeluk met een militair vliegtuig tijdens een trainingsmissie op 28 december 1921, terwijl hij passagier was in een Curtiss JN-6HG op Carlstrom Field, in de buurt van Arcadia, Florida. Monthan nam in 1917 dienst in het leger als soldaat, werd in 1918 aangesteld als grondofficier en werd later piloot, hij kwam om het leven bij de crash van een Martin B2-bommenwerper in Hawaï op 27 maart 1924.

## Opslagprocedures
Er zijn vier categorieën opslag voor vliegtuigen bij AMARG:
- Lange termijn (Type 1000) – Vliegtuigen worden intact gehouden in "ongeschonden" opslag voor toekomstig gebruik. Er worden geen onderdelen verwijderd zonder de uitdrukkelijke toestemming van de eigendomshoudende overheidsinstantie.
- Terugwinning van onderdelen (Type 2000) – Vliegtuigen worden gehouden, uit elkaar gehaald en gebruikt voor reserveonderdelen.
- Flying Hold (Type 3000) - Vliegtuigen worden intact gehouden door hun motoren regelmatig te laten draaien, te slepen om hun lagers te smeren en vloeistoffen te onderhouden.
- Overschrijding van de DoD-behoeften (Type 4000) - Vliegtuigen worden geheel of in delen verkocht.

AMARG heeft ongeveer 500 DoD-ambtenaren en 200 aannemers in dienst. De faciliteit met een oppervlakte van 11 km² grenst aan de basis. Gemiddeld retourneert AMARG jaarlijks voor ongeveer $ 500 miljoen aan reserveonderdelen aan militaire, overheids- en geallieerde klanten. Toezicht van het Congres bepaalt welke apparatuur aan welke klant mag worden verkocht.

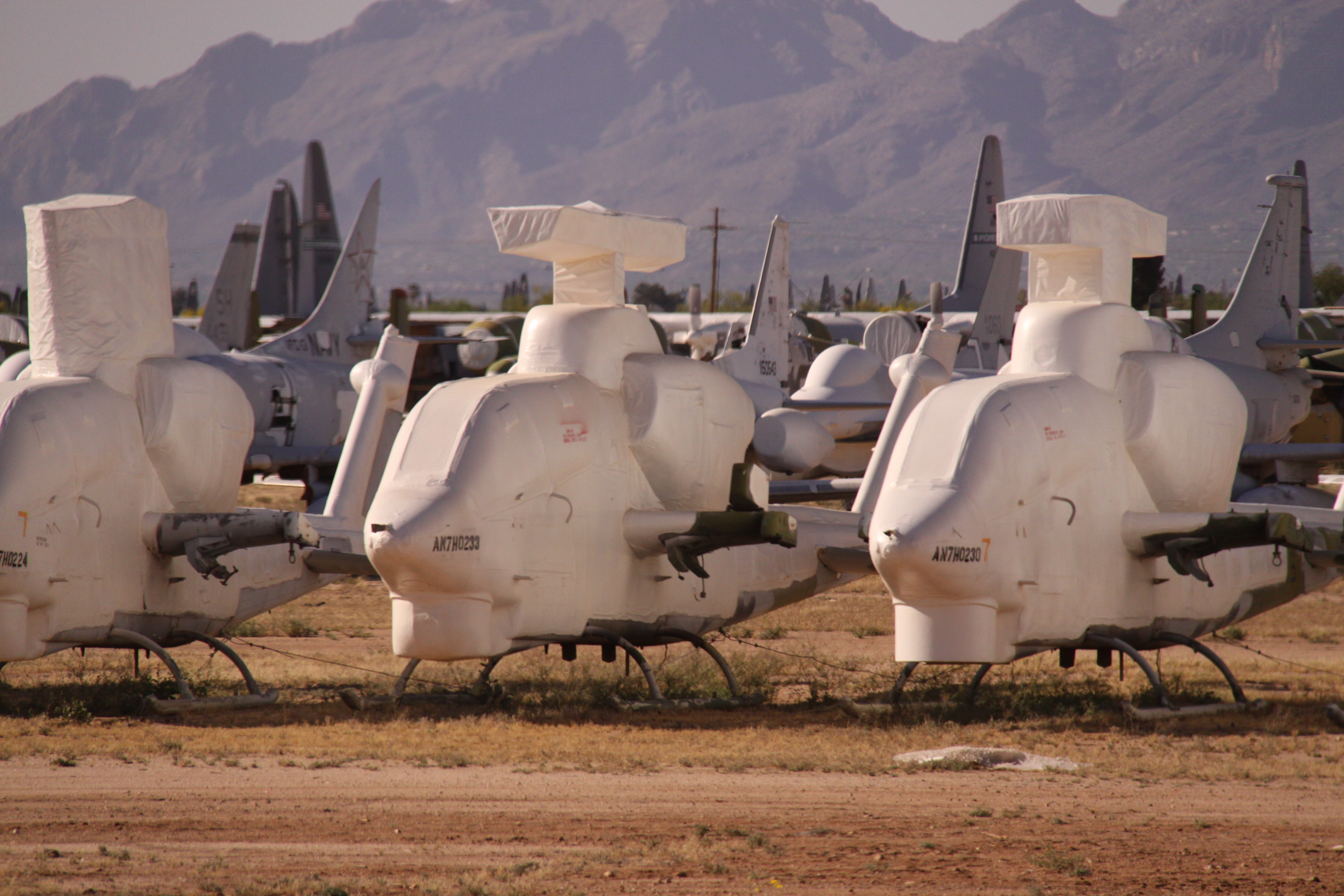
Ingepakte helikopters in opslag

Een vliegtuig dat in opslag gaat, ondergaat de volgende behandelingen:
- Schietstoelsystemen en geclassificeerde hardware worden verwijderd.
- Alle vliegtuigen worden zorgvuldig gewassen met zoet water om verontreiniging en aanslag te verwijderen en vervolgens te drogen.
- Het brandstofsysteem wordt beschermd door het af te tappen, bij te vullen met lichtgewicht olie, motoren te laten draaien om de leidingen en motoren van het brandstofsysteem te coaten en vervolgens weer af te tappen. Dit laat een beschermende oliefilm achter.
- Het vliegtuig is afgedicht tegen stof, zonlicht en hoge temperaturen. Dit wordt gedaan met behulp van een verscheidenheid aan materialen, waaronder een hightech vinyl plastic compound die op het vliegtuig wordt gespoten. Deze verbinding wordt Spraylat genoemd naar de producent de Spraylat Corporation, en wordt aangebracht in twee lagen, een zwarte laag die het vliegtuig afdicht en een witte laag die de zon reflecteert en helpt om de interne temperaturen laag te houden. Het vliegtuig wordt vervolgens door een "tug" naar de aangewezen "opslagpositie" gesleept.

Gemiddeld ontvangt de Groep jaarlijks 300 vliegtuigen voor opslag en verwerkt ongeveer hetzelfde aantal (waarvan er 50 tot 100 terugkeren naar de vliegdienst). Vliegtuigen die weer vliegen, keren terug naar het Amerikaanse leger, Amerikaanse overheidsinstanties zoals de Amerikaanse kustwacht, de Amerikaanse Forest Service en NASA, of worden verkocht aan geallieerde regeringen in het kader van het Foreign Military Sales-programma van de Arms Export Control Act, of het Excess Defense Articles-programma van de Foreign Assistance Act.